# Musée d'Allard
Le musée d'Allard est un musée français situé sur la commune de Montbrison, dans le département de la Loire, en région Auvergne-Rhône-Alpes. Installé dans l'hôtel particulier de Jean-Baptiste d'Allard (1769-1848), en bordure du jardin éponyme, ce musée de France s'est constitué à partir du cabinet de curiosités de ce riche montbrisonnais. Outre la collection d'histoire naturelle, le musée comporte une section enfance (présentant notamment une collection de jouets de l'entreprise GéGé) et une section Beaux-Arts.

## Histoire
À partir de 1810, Jean-Baptiste d’Allard (1769-1848), naturaliste amateur passionné, constitue son cabinet de curiosité dans sa demeure à Montbrison, ainsi qu’au sein de son jardin qu’il ne cesse d’agrandir pour son plaisir et celui de sa femme. Il forme sa collection grâce à des acquisitions faites auprès d’autres collectionneurs ou de marchands. À sa mort en 1848, il lègue à la ville de Montbrison son importante collection d’histoire naturelle (ses collections rassemblent près de 16000 spécimens). La maison des époux d’Allard devient un musée où sont présentées les collections de leur ancien propriétaire.
Au cours du XXe siècle, le musée acquiert des fonds de jouets, et en particulier des poupées, marquant durablement le musée qui prendra le nom de « musée de la Poupée ». Dans les années 1970, le bâtiment est entièrement rénové et modernisé. Daniel Pouget, le conservateur, développe une politique d'acquisition tournée vers les poupées du monde et l'ethnographie religieuse (collection de bénitiers de chevets). Au milieu des années 2000, la collection de poupées s’agrandit et se tourne plus spécifiquement vers la production de l’entreprise Montbrisonnaise « GéGé », à la place des poupées du monde. Ces dernières années à travers les expositions, le musée tend à retrouver un équilibre thématique entre la collection de jouets et celle de l’histoire naturelle, sans oublier les Beaux-Arts dont une galerie leur est dédiée.

## Collections

### Histoire Naturelle
A l’origine du musée au XIXe siècle se trouve le cabinet d'histoire naturelle et de curiosités de Jean-Baptiste d'Allard. Il divise ses collections en trois règnes : le minéral et le végétal, les animaux, et l’humain. Les collections d’animaux naturalisés se composent de plusieurs spécimens dont un fonds important d’oiseaux. À son époque, son cabinet jouit d’une certaine réputation, et en particulier sa collection de colibris ; à tel point que le nom de « d’Allard » est attribué à une espèce de colibri d’Amérique du Sud nouvellement découverte. Parallèlement, il s’intéresse aussi à tout ce qui touche à l’Homme et rassemble des collections ethnographiques extra-européennes et locales ainsi qu’anatomiques. Il possède quelques momies dont deux sont particulières : une fausse momie égyptienne qu’il obtient du docteur Pierre Boitard et une autre qu’il achète à la Collégiale de Saint-Bonnet-le-Château en 1820, prélevée dans leur caveau. Sa collection continue d’être enrichie au XIXe siècle avec notamment des herbiers dont ceux de Camille Méhier et du frère Victor. 
Dans les années 1970, pour renouveler les expositions permanentes, le musée fait l’acquisition de nouvelles taxidermies (espèces européennes).

### Jeux et jouets
De 1953 à 1954, le musée inaugure une exposition « Poupée » qui présente des poupées anciennes. L’exposition ayant plu, le musée constitue progressivement une collection de poupées. Dans les années 1970, Daniel Pouget inaugure une exposition permanente « Poupées du monde » qu’il alimente grâce à ses voyages et dons de particuliers. En 2005, le musée fait l’acquisition d’un grand fonds de poupées GéGé, qui prend place dans le parcours permanent destiné au monde de l’enfance aux dépens des poupées du monde. L’exposition « Jouets, jouez, etc… » est installée au musée d’Allard en 2007 et expose principalement les jouets GéGé (poupées, trains-jouets, dînettes, voitures télécommandées, …)dans une ambiance de supermarché, tout en retraçant la vie de l’entreprise montbrisonnaise depuis sa création. Les poupées présentées (dans leur boîte d’origine ou non) sont un échantillon de sa production : Mily, Dolly, Jacky, et leurs amis, Baby, Caroline (en hommage à la Princesse Caroline de Monaco), Minichou,…

### Beaux-Arts
La section Beaux-Arts du musée est constituée de peintures, dessins, sculptures et gravures. La collection de peintures est la plus nombreuse dans cette section, allant du XVIe siècle au XXe siècle, en particulier celles des deux derniers siècles. Quelques sculptures, notamment en bronze et en cires, complète la collection, ainsi que des gravures (eaux-fortes, lithographies…) représentant diverses scènes comme des scènes de genre, historique, religieuse du XVIIIe – XXe siècles.

## Fréquentation
| 2001  | 2002  | 2003   | 2004   | 2005  | 2006  | 2007  | 2008  | 2009  | 2010   | 2011  | 2012   | 2013   | 2014   | 2015  | 2016  | 2017   | 2018  | 2019   | 2020  | 2021  |
| ----- | ----- | ------ | ------ | ----- | ----- | ----- | ----- | ----- | ------ | ----- | ------ | ------ | ------ | ----- | ----- | ------ | ----- | ------ | ----- | ----- |
| 7 341 | 9 548 | 10 944 | 10 891 | 8 132 | 6 675 | 6 897 | 7 889 | 8 821 | 10 403 | 8 291 | 10 055 | 10 937 | 12 805 | 9 654 | 7 162 | 11 559 | 9 616 | 10 566 | 4 771 | 4 007 |